# Maarten Verkerk
Maarten Johannes Verkerk (Ruwiel, 3 augustus 1953) is een Nederlands ethicus, hoogleraar en politicus voor de ChristenUnie. Tussen 11 juni 2019 en 12 juni 2023 was hij lid van de Eerste Kamer namens die partij.
Verkerk groeide op in Breukelen. Na een studie scheikunde aan de Universiteit Utrecht promoveert hij in de technische wetenschappen. Later promoveerde hij op een tweede proefschrift op het grensgebied van de techniek, organisatiekunde en filosofie. Verkerk was bijzonder hoogleraar Reformatorische wijsbegeerte namens de Stichting voor Christelijke Filosofie aan de Technische Universiteit Eindhoven en aan de Universiteit Maastricht. Hij maakte als enige christen deel uit van de Commissie-Schnabel die adviseerde over "voltooid leven".
Verkerk is lid van de Gereformeerde Kerken vrijgemaakt en woont in Hoensbroek.